# Kristian IV av Pfalz-Zweibrücken
Kristian IV, hertig av Zweibrücken, född den 16 september 1722 i Bischweiler, död den 4 november 1775, var en tysk furste och svensk tronkandidat. Han var son till hertig Kristian III och farbror till kung Maximilian I Josef av Bayern.

## Biografi
Kristian tillhörde den pfalziska linjen Birkenfeld-Bischweiler, som efter svensk-pfalziska linjens utslocknande, 1731, kom i besittning av hertigdömet Zweibrücken och som efter de äldre linjernas av huset Wittelsbach utslocknande övertog kurfurstehattarna 1799. Kristian fick en vårdad uppfostran, under ledning av en svensk guvernör, och tillträdde regeringen den 22 november 1740. 
Kristian uppställdes som en av kandidaterna vid tronföljarvalet i Sverige 1742–1743. Redan 1739 hade kungen av Preussen, Fredrik Vilhelm I, börjat planera att med franskt stöd, från kung Ludvig XV och kardinal Fleury, gifta bort sin dotter Lovisa Ulrika med Kristian och stödja hans kandidatur till den svenska kronan. Vinsten för både Preussen och Frankrike skulle vara ett ökat inflytande i Sverige och Fredrik Vilhelm skulle äntligen hitta en make åt sin dotter. Som hjälp fick Kristian en svensk privatlärare, även kallad informator, vilken var svensken Carl Gustaf Tessin, som då var ambassadör till Frankrike i Paris. En mängd hattar, företrädesvis inom adelsståndet och borgarståndet, förklarade sig öppet för honom. Detta skedde i synnerhet sedan den holsteinske hertigen Karl Peter Ulrik inte kunde motta valet. Kristians kandidatur raserades när i maj 1740 kung Fredrik Vilhelm plötsligt avled. Istället blev det kejsarinnan Elisabets kandidat som till sist blev vald: furstbiskop Adolf Fredrik. 
Kristians regering visade, att man inte misstagit sig om hans begåvning och klokhet; hans undersåtar kallade honom till och med "den store". Genom bytesfördrag lyckades han öka och avrunda sitt område, och av politiska skäl övergick han 1758 från den protestantiska till den romersk-katolska läran. Skön konst och vetenskap hade i honom en frikostig vän och beskyddare. Han var från 1751 morganatiskt förmäld med Maria Anna Fontevieux från Strassburg (grevinnan von Forbach). Han tillhörde den exklusiva gruppen prenumeranter på upplysningstidens berömda tidskrift Correspondance littéraire, philosophique et critique.